# Nekrolog 1. Quartal 1918
Nekrolog
◄◄
| ◄
| 1914
| 1915
| 1916
| 1917
| 1918 | 1919 | 1920 | 1921 | 1922 | ► | ►►
1. Quartal |
2. Quartal |
3. Quartal |
4. Quartal 1918
Weitere Ereignisse | Allgemeiner Nekrolog 1918
Die Beschreibung der verstorbenen Person sollte so kurz wie möglich gehalten sein und nur deren signifikante Tätigkeit(en) enthalten.
Neue Namen ggf. auch unter dem Geburts- und Sterbedatum, also etwa unter 1. Januar und im Geburts- und Sterbejahr (2024) eintragen (nur bei entsprechender großer Wichtigkeit). Für Beispiele siehe die schon vorhandenen Artikel.
Außerdem über die fünf zuletzt Verstorbenen, zu denen es einen ausreichend guten Artikel für eine Präsentation auf der Hauptseite gibt, nach der todesbedingten Überarbeitung der Artikel ggf. auch unter Wikipedia Diskussion:Hauptseite informieren und sie am besten auch in den anderen Wikipedia-Sprachversionen eintragen. Tipp: Regelmäßig bei news.google.de nach „ist tot“, „gestorben“ oder „verstorben“ suchen.
Wenn eine Person gestorben ist, gibt es viele Seiten zu dieser Person in der Wikipedia, die davon auch betroffen sind und entsprechend aktualisiert werden müssen. Beispiele: Namenübersichtsseite, Geburtsjahr, Geburtsort-Seiten und viele mehr.
Wie finde ich die betroffenen Seiten?
Im Suchfeld auf der linken Seite gibt man den Suchbegriff so ein: „Vorname Nachname“. Dann klickt man auf Volltext und alle Seiten mit entsprechendem Suchtext werden aufgerufen. Hier sieht man dann schnell, wo auch das Todesjahr Sinn macht oder sogar ein Teil des Artikels angepasst werden muss. Auch hilft das „Werkzeug“ auf der linken Seite sehr gut, um solche Seiten aufzufinden: „Links auf diese Seite“. Somit ist die Wikipedia wieder aktuell in allen Bereichen! Hinweis: bei Eintragung der Kategorie „Gestorben JAHR“ wird der Missbrauchsfilter 49 ausgelöst, was jedoch nicht schlimm ist. Siehe: Spezial:Missbrauchsfilter/49
Dies ist eine Liste von im ersten Quartal 1918 verstorbenen bekannten Persönlichkeiten. Die Einträge erfolgen innerhalb der einzelnen Daten alphabetisch sortiert. Tiere sind im Nekrolog für Tiere zu finden.

## Januar
| Tag        | Name                              | Beruf, bekannt als                                                                    | Alter | Beleg |
| ---------- | --------------------------------- | ------------------------------------------------------------------------------------- | ----- | ----- |
| 1. Januar  | Hanno von Dassel                  | preußischer Generalleutnant                                                           | 67    |       |
| 1. Januar  | William Wilfred Campbell          | kanadischer Schriftsteller                                                            |       |       |
| 1. Januar  | Oskar Kallis                      | estnischer Maler                                                                      | 25    |       |
| 1. Januar  | Alois Menghin                     | österreichischer Schulmann, Heimatforscher und Schriftsteller                         | 61    |       |
| 3. Januar  | Wilhelm von Auer                  | preußischer Generalmajor                                                              | 53    |       |
| 3. Januar  | Johan Wilhelm Runeberg            | Mediziner                                                                             | 74    |       |
| 3. Januar  | José „Pepe“ Sánchez               | kubanischer Musiker, Sänger und Komponist                                             | 61    |       |
| 4. Januar  | Anton Schönhofer                  | österreichischer Orgelbauer, Klavierbauer                                             | 67    |       |
| 5. Januar  | Rudolf Lochner der Ältere         | deutscher Unternehmer in der Tuchindustrie                                            | 70    |       |
| 6. Januar  | Walter von Bülow-Bothkamp         | deutscher Jagdflieger im Ersten Weltkrieg                                             | 23    |       |
| 6. Januar  | Georg Cantor                      | deutscher Mathematiker                                                                | 72    |       |
| 6. Januar  | Émile Dusart                      | französischer Fußballspieler                                                          | 21    |       |
| 6. Januar  | Georg Kirchhof                    | preußischer Generalmajor                                                              | 80    |       |
| 6. Januar  | Engelbert Pernerstorfer           | österreichischer Politiker (SDAP)                                                     | 67    |       |
| 7. Januar  | Julius Bochmann                   | deutscher Baumeister und konservativer Politiker, MdL (Königreich Sachsen)            | 85    |       |
| 7. Januar  | Anton Pelikan                     | österreichischer Mineraloge und Petrograph                                            | 56    |       |
| 7. Januar  | Max C. P. Schmidt                 | deutscher Klassischer Philologe und Gymnasiallehrer                                   | 64    |       |
| 7. Januar  | Julius Wellhausen                 | deutscher protestantischer Theologe und Orientalist                                   | 73    |       |
| 7. Januar  | Adolphus Lehnert Wex              | deutscher Anwalt und Politiker, MdHB                                                  | 58    |       |
| 8. Januar  | Heinrich von Buz                  | deutscher Techniker und Industrieller                                                 | 84    |       |
| 8. Januar  | Johannes Pääsuke                  | estnischer Fotograf und Filmemacher                                                   | 25    |       |
| 8. Januar  | Ellis H. Roberts                  | US-amerikanischer Politiker                                                           | 90    |       |
| 8. Januar  | Alfred Schöne                     | deutscher Klassischer Philologe und Literaturhistoriker                               | 81    |       |
| 9. Januar  | Viktor Martin Otto Denk           | deutscher Schriftsteller und Redakteur                                                | 64    |       |
| 9. Januar  | Max von Müller                    | deutscher Jagdflieger im Ersten Weltkrieg                                             | 31    |       |
| 9. Januar  | Émile Reynaud                     | französischer Fotograf, Zeichner und Französischlehrer                                | 73    |       |
| 10. Januar | Johann Matthias Gildemeister      | Bremer Ratsherr und Überseekaufmann                                                   | 84    |       |
| 10. Januar | Konstantin Jireček                | tschechischer Politiker, Diplomat, Historiker, Slawist                                | 63    |       |
| 10. Januar | Jordan von Kröcher                | deutscher Politiker, MdR und Jurist                                                   | 71    |       |
| 10. Januar | Markus Landau                     | österreichischer Literaturhistoriker                                                  | 80    |       |
| 10. Januar | Alphonse Mailly                   | belgischer Organist und Komponist                                                     | 84    |       |
| 10. Januar | August Oetker                     | deutscher Erfinder und Unternehmer                                                    | 56    |       |
| 10. Januar | Albert Kapferer                   | deutscher Verwaltungsbeamter                                                          | 49    |       |
| 11. Januar | Hermann Bissinger                 | deutscher Ingenieur                                                                   | 68    |       |
| 12. Januar | Ottmar von Angerer                | deutscher Chirurg                                                                     | 67    |       |
| 12. Januar | Theodor Norbert Kellerbauer       | deutscher Feuerwehrfunktionär                                                         | 78    |       |
| 13. Januar | James H. Brady                    | US-amerikanischer Politiker                                                           | 55    |       |
| 13. Januar | Hugo Thiel                        | deutscher Politiker (NLP), MdR                                                        | 78    |       |
| 14. Januar | Wilhelm Alter senior              | deutscher Anstaltspsychiater                                                          | 74    |       |
| 14. Januar | Hugo Friedländer                  | deutscher Journalist und Gerichtsreporter                                             | 70    |       |
| 14. Januar | Augustus Peabody Gardner          | US-amerikanischer Politiker                                                           | 52    |       |
| 14. Januar | Bernhard Weiß                     | evangelischer Theologe und Neutestamentler, Hochschullehrer und Rektor                | 90    |       |
| 15. Januar | Rudolf Böcking                    | deutscher Eisenindustrieller                                                          | 74    |       |
| 15. Januar | Georg Bötticher                   | deutscher Grafiker, Schriftsteller und Literaturwissenschaftler                       | 68    |       |
| 15. Januar | Wojciech Kętrzyński               | polnischer Historiker                                                                 | 79    |       |
| 15. Januar | Emil Mannkopff                    | deutscher Mediziner und Hochschullehrer                                               | 81    |       |
| 15. Januar | Paul-Ernest Sanson                | französischer Architekt                                                               | 81    |       |
| 15. Januar | Max Simon                         | deutscher Mathematikhistoriker                                                        | 73    |       |
| 16. Januar | Hyacinth Holland                  | deutscher Kunst- und Literaturhistoriker                                              | 90    |       |
| 16. Januar | Ethel Sargant                     | britische Botanikerin                                                                 | 54    |       |
| 16. Januar | Luis Weiler                       | deutscher Eisenbahn-Bauingenieur und Leiter der siamesischen Staatsbahn               | 54    |       |
| 16. Januar | Eduard Wellmann                   | deutscher klassischer Philologe und Gymnasialdirektor                                 | 75    |       |
| 17. Januar | John Abram                        | britischer Organist und Komponist                                                     | 77    |       |
| 17. Januar | Louise Héritte-Viardot            | französische Komponistin, Sängerin und Pianistin                                      | 76    |       |
| 18. Januar | Alfred Altherr                    | Schweizer evangelisch-reformatorischer Geistlicher                                    | 74    |       |
| 18. Januar | Caroline Barbey-Boissier          | Schweizer Botanikerin und Schriftstellerin                                            | 70    |       |
| 18. Januar | Jurgis Bielinis                   | litauischer Bücherschmuggler und Verleger                                             | 71    |       |
| 18. Januar | Bohuslav Jeremiáš                 | tschechischer Komponist, Organist, Dirigent und Musikpädagoge                         | 58    |       |
| 18. Januar | Amalie Materna                    | österreichische Opernsängerin                                                         | 73    |       |
| 19. Januar | Arthur Batut                      | französischer Fotograf und Luftbildpionier                                            | 71    |       |
| 19. Januar | Charles F. Buck                   | US-amerikanischer Politiker                                                           | 76    |       |
| 20. Januar | Beauchamp Duff                    | britischer General, Oberbefehlshaber in Indien                                        | 62    |       |
| 20. Januar | Rollin Arthur Harris              | US-amerikanischer Ozeanograph                                                         | 54    |       |
| 20. Januar | Philipp Lichtenberger             | deutscher Tabakfabrikant und Politiker                                                | 62    |       |
| 20. Januar | Robert Moser                      | Schweizer Ingenieur                                                                   | 79    |       |
| 21. Januar | Jan Drozdowski                    | polnischer Pianist und Musikpädagoge                                                  | 60    |       |
| 21. Januar | Emil Jellinek                     | österreichisch-ungarischer Geschäftsmann und Konsul                                   | 64    |       |
| 21. Januar | Victor Mihali                     | rumänischer Priester, Erzbischof von Făgăraș                                          | 76    |       |
| 21. Januar | Anna Maria Petersen               | deutsche Malerin                                                                      | 59    |       |
| 22. Januar | Julius Bachem                     | deutscher Verleger und Politiker                                                      | 72    |       |
| 22. Januar | Joseph Balmer                     | Schweizer Kirchen- und Historienmaler                                                 | 89    |       |
| 22. Januar | Johannes Michael Dellès           | deutscher Geistlicher und Politiker                                                   | 77    |       |
| 22. Januar | Franz Höfer von Feldsturm         | kaiserlich-königlicher Feldmarschallleutnant                                          | 56    |       |
| 22. Januar | Gustav Schreck                    | deutscher Musiklehrer, Komponist und Chorleiter                                       | 68    |       |
| 22. Januar | John Wolfe-Barry                  | britischer Ingenieur                                                                  | 81    |       |
| 23. Januar | Anna Drathschmidt von Bruckheim   | deutsch-österreichische Schauspielerin und Sängerin                                   | 80    |       |
| 23. Januar | Walther Küchling                  | deutscher Schriftsteller                                                              | 40    |       |
| 23. Januar | James McGolrick                   | irischer Geistlicher, Bischof von Duluth                                              | 76    |       |
| 23. Januar | Johannes Justus Rein              | deutscher Geograph                                                                    | 82    |       |
| 23. Januar | Tejima Seiichi                    | japanischer Pädagoge                                                                  | 68    |       |
| 24. Januar | Charles-Moïse Briquet             | Schweizer Papierhändler und Papierforscher                                            | 78    |       |
| 24. Januar | Hermann Engelhardt                | deutscher Lehrer und Paläobotaniker                                                   | 78    |       |
| 24. Januar | Wilhelm Haas                      | österreichischer Bibliothekar, Direktor der Universitätsbibliotheken in Graz und Wien | 75    |       |
| 24. Januar | Heinrich Julius Mäser             | deutscher Buchdrucker und Verleger                                                    | 69    |       |
| 25. Januar | Johann Heinrich Ludwig Flögel     | deutscher Jurist, Zoologe, Botaniker und Naturfotograf                                | 83    |       |
| 25. Januar | Josef Hilgers                     | deutscher Theologe und Schriftsteller                                                 | 59    |       |
| 26. Januar | Max von Bredow                    | Gutsbesitzer und preußischer Politiker                                                | 62    |       |
| 26. Januar | Ludwig Edinger                    | deutscher Mediziner und Neurologe                                                     | 62    |       |
| 26. Januar | Ewald Hering                      | deutscher Physiologe und Hirnforscher                                                 | 83    |       |
| 27. Januar | Rudolf Faltin                     | evangelischer Pastor und Missionar                                                    | 87    |       |
| 27. Januar | Rudolf Focke                      | deutscher Bibliothekar                                                                | 65    |       |
| 27. Januar | Charles William Fulton            | US-amerikanischer Politiker                                                           | 64    |       |
| 27. Januar | John Gill junior                  | US-amerikanischer Politiker                                                           | 67    |       |
| 27. Januar | Stefan Giller                     | polnischer Lehrer und Autor                                                           | 84    |       |
| 27. Januar | Nikolai Konstantinowitsch Romanow | Mitglied aus dem Hause Romanow-Holstein-Gottorp                                       | 67    |       |
| 27. Januar | August Rothpletz                  | deutscher Geologe und Paläontologe                                                    | 64    |       |
| 28. Januar | Júlio Bavastro                    | uruguayischer Fußballspieler                                                          | 23    |       |
| 28. Januar | Eugène de Dietrich                | deutscher Industrieller und Politiker, MdR                                            | 73    |       |
| 28. Januar | Pauline Horson                    | deutsche Sopranistin                                                                  | 59    |       |
| 28. Januar | John McCrae                       | kanadischer Dichter, Schriftsteller und Mediziner                                     | 45    |       |
| 29. Januar | Ignaz Bing                        | preußischer Generalleutnant                                                           | 78    |       |
| 29. Januar | Hugo von Burckhard                | deutscher Industrieller, Geheimer Kommerzienrat und Höhlenforscher                    | 79    |       |
| 29. Januar | Édouard Chavannes                 | französischer Sinologe                                                                | 52    |       |
| 29. Januar | Max Duderstadt                    | deutscher Verwaltungsbeamter                                                          | 56    |       |
| 29. Januar | Richard Anton Hallmann            | deutscher Baubeamter                                                                  |       |       |
| 29. Januar | Gustav Krug von Nidda             | Großherzoglich Hessischer Staatsrat                                                   | 81    |       |
| 29. Januar | Jack McCulloch                    | kanadischer Eisschnellläufer                                                          | 45    |       |
| 29. Januar | Max von Sandt                     | deutscher Verwaltungsjurist                                                           | 56    |       |
| 29. Januar | Berthold Welte                    | deutscher Fabrikant                                                                   | 74    |       |
| 30. Januar | William Hughes                    | US-amerikanischer Politiker                                                           | 45    |       |
| 30. Januar | Annie Stebler-Hopf                | Schweizer Malerin                                                                     | 56    |       |
| 31. Januar | Emil Döblin                       | Vorsitzender des Deutschen Buchdruckerverbandes                                       | 64    |       |
| 31. Januar | Léon Houa                         | belgischer Radrennfahrer                                                              | 50    |       |
| 31. Januar | Johann Puluj                      | Physiker, Theologe und Publizist                                                      | 72    |       |
| 31. Januar | Bernhard Tollens                  | deutscher Agrikulturchemiker                                                          | 76    |       |
| 31. Januar | Echiel Tschlenow                  | russischer Arzt und Zionistenführer                                                   |       |       |

## Februar
| Tag         | Name                                   | Beruf, bekannt als                                     | Alter | Beleg |
| ----------- | -------------------------------------- | ------------------------------------------------------ | ----- | ----- |
| 1. Februar  | Felix von Brewer-Fürth                 | österreichischer Bürgermeister                         | 70    |       |
| 1. Februar  | Juho Halme                             | finnischer Leichtathlet                                | 29    |       |
| 1. Februar  | Josef Lemisch                          | österreichischer Rechtsanwalt und Politiker            | 55    |       |
| 1. Februar  | Paul von Uthmann                       | preußischer Generalleutnant                            | 60    |       |
| 1. Februar  | János Végh                             | ungarischer Jurist und Komponist                       | 72    |       |
| 2. Februar  | Giovanni Lurati                        | Schweizer Jurist und Politiker                         | 59    |       |
| 2. Februar  | John L. Sullivan                       | US-amerikanischer Boxer                                | 59    |       |
| 2. Februar  | Leone Viale                            | italienischer Vizeadmiral und Marineminister           | 66    |       |
| 3. Februar  | Walther Epstein                        | deutscher Architekt und Regierungsbaumeister           | 43    |       |
| 4. Februar  | Maurice Esmein                         | französischer Maler des Kubismus                       | 30    |       |
| 5. Februar  | Xaver Joseph Nessel                    | deutscher Bürgermeister                                | 83    |       |
| 5. Februar  | Augustin Warlo                         | deutscher Landmesser und Politiker                     | 59    |       |
| 6. Februar  | Gustav Klimt                           | österreichischer Maler                                 | 55    |       |
| 7. Februar  | Joseph Kiener                          | deutscher Kunstpädagoge und Buchillustrator            | 61    |       |
| 7. Februar  | Gottlieb Klumpp                        | deutscher Waldbesitzer, Kaufmann und Politiker         | 89    |       |
| 7. Februar  | Alexander Sergejewitsch Tanejew        | russischer Komponist                                   | 68    |       |
| 8. Februar  | Johanna van Hasselt-Barth              | deutsche Opernsängerin                                 | 76    |       |
| 8. Februar  | Louis Renault                          | französischer Friedensnobelpreisträger                 | 74    |       |
| 8. Februar  | Moïse Schwab                           | französischer jüdischer Gelehrter                      | 78    |       |
| 8. Februar  | Charles de Wuilleret                   | Schweizer Jurist, Politiker und Verbandsfunktionär     | 65    |       |
| 9. Februar  | Eugen Kutschera                        | tschechischer Komponist und Musikdirektor              | 66    |       |
| 9. Februar  | Adele Milan-Doré                       | österreichische Schauspielerin                         | 48    |       |
| 9. Februar  | Henry J. Spooner                       | US-amerikanischer Politiker                            | 78    |       |
| 10. Februar | Abdülhamid II.                         | Sultan des Osmanischen Reiches                         | 75    |       |
| 10. Februar | Wilhelm List                           | österreichischer Maler                                 | 53    |       |
| 10. Februar | Ernesto Teodoro Moneta                 | italienischer Friedensnobelpreisträger                 | 84    |       |
| 11. Februar | Taytu Betul                            | Kaiserin von Äthiopien                                 |       |       |
| 11. Februar | Michael Frankenstein                   | österreichischer Fotograf                              |       |       |
| 11. Februar | Alexei Maximowitsch Kaledin            | russischer General                                     | 56    |       |
| 12. Februar | Viktor Böhmert                         | deutscher Journalist, Freihändler und Volkswirt        | 88    |       |
| 12. Februar | Herman Karl Haeberlin                  | deutscher Anthropologe                                 | 27    |       |
| 12. Februar | Paul von Leszczynski                   | preußischer General                                    | 87    |       |
| 13. Februar | Richard Hentsch                        | sächsischer Oberst im Ersten Weltkrieg                 | 48    |       |
| 13. Februar | Sam Wide                               | schwedischer Philologe und Religionshistoriker         | 56    |       |
| 14. Februar | Wilhelm Otto                           | deutscher Theaterschauspieler                          | 92    |       |
| 14. Februar | Cecil Spring-Rice                      | britischer Diplomat                                    | 58    |       |
| 15. Februar | Alois Lutz                             | österreichischer Eiskunstläufer                        | 19    |       |
| 15. Februar | Alwin Vater                            | deutscher Bahnradsportler                              | 48    |       |
| 15. Februar | Christian Wagner                       | deutscher Schriftsteller und Kleinbauer                | 82    |       |
| 16. Februar | Moritz Alexander Bartsch               | deutscher Reichsgerichtsrat                            | 72    |       |
| 16. Februar | Georg Cohn                             | deutscher Rechtswissenschaftler                        | 72    |       |
| 16. Februar | Hans Feine                             | deutscher Ministerialbeamter                           | 63    |       |
| 16. Februar | Hugo Haerdtl                           | österreichischer Bildhauer                             | 71    |       |
| 16. Februar | Károly Khuen-Héderváry                 | ungarischer Politiker                                  | 68    |       |
| 17. Februar | Matwei Nikolajewitsch Changalow        | russischer Ethnograph und Heimatkundler                |       |       |
| 17. Februar | Louis Hartmann                         | deutscher Kaufmann und Politiker                       | 74    |       |
| 17. Februar | Milan Neralić                          | österreichischer Fechter                               | 42    |       |
| 18. Februar | Friederike Kronau                      | Schauspielerin                                         | 76    |       |
| 19. Februar | Grace Cadell                           | schottisch-britische Ärztin und Suffragette            | 62    |       |
| 19. Februar | Antonio Dal Zotto                      | italienischer Bildhauer                                |       |       |
| 19. Februar | Josef Gerhartz                         | deutscher Opernsänger (Tenor)                          | 52    |       |
| 19. Februar | Jakob Koch                             | deutscher Ringer                                       | 47    |       |
| 20. Februar | Manuel Vieira Natividade               | portugiesischer Archäologe                             | 57    |       |
| 20. Februar | Bernhard von Bredow                    | preußischer Generalleutnant                            | 75    |       |
| 21. Februar | Heinrich Leonhard Adolphi              | evangelisch-lutherischer Geistlicher, Schachkomponist  | 65    |       |
| 21. Februar | Hermann Board                          | deutscher Architekt und Kunsthistoriker                | 50    |       |
| 21. Februar | Hedwig Lachmann                        | deutsche Schriftstellerin und Übersetzerin             | 52    |       |
| 21. Februar | Juliusz Leo                            | Stadtpräsident von Krakau                              | 56    |       |
| 21. Februar | Franz Xaver Simm                       | österreichischer Maler und Illustrator                 | 64    |       |
| 21. Februar | Ludwig Johannes Tschischko             | evangelisch-lutherischer Geistlicher                   | 59    |       |
| 21. Februar | William H. Workman                     | US-amerikanischer Politiker                            | 79    |       |
| 22. Februar | Terry McGovern                         | US-amerikanischer Boxer                                | 37    |       |
| 23. Februar | Leopold von Auersperg                  | österreichischer Ackerbauminister                      | 62    |       |
| 23. Februar | Alexander Kolisko                      | österreichischer Gerichtsmediziner                     | 60    |       |
| 23. Februar | Sophie Menter                          | deutsche Pianistin                                     | 71    |       |
| 23. Februar | Johann Ackermann                       | deutscher Violinist                                    | ≈82   |       |
| 24. Februar | Adolf Friedrich VI.                    | Großherzog von Mecklenburg                             | 35    |       |
| 24. Februar | Diederich Hahn                         | deutscher Funktionär des Bundes der Landwirte          | 58    |       |
| 24. Februar | Adam Jende                             | evangelisch-lutherischer Geistlicher                   | 56    |       |
| 25. Februar | Heinrich Kadich von Pferd              | österreichischer Hofrat und Heraldiker                 | 52    |       |
| 25. Februar | Jaan Oks                               | estnischer Schriftsteller                              | 33    |       |
| 26. Februar | Pietro Blaserna                        | italienischer Physiker und Mathematiker                | 82    |       |
| 26. Februar | Georg Papperitz                        | deutscher Maler, Dichter und Bildhauer                 | 71    |       |
| 26. Februar | Max von Pawlowski                      | preußischer Generalleutnant                            | 68    |       |
| 26. Februar | Albert Thiede                          | deutscher Theaterschauspieler, Regisseur und Intendant | 73    |       |
| 27. Februar | Heinrich Karl Abraham Imhoff           | preußischer und osmanischer Generalleutnant            | 64    |       |
| 27. Februar | Wassili Iljitsch Safonow               | russischer Pianist und Dirigent                        | 66    |       |
| 28. Februar | Otto Schill                            | deutscher Jurist und Politiker, MdL                    | 79    |       |
| 28. Februar | Ildefons Schober                       | deutscher Ordensgeistlicher                            | 69    |       |
| 28. Februar | August zu Solms-Wildenfels             | deutscher Generalleutnant                              | 94    |       |
|             | Enrique Lobos                          | chilenischer Maler                                     |       |       |
|             | Nikolai Nikolajewitsch Januschkewitsch | russischer General                                     | 49    |       |

## März
| Tag      | Name                               | Beruf, bekannt als                                                              | Alter | Beleg |
| -------- | ---------------------------------- | ------------------------------------------------------------------------------- | ----- | ----- |
| 1. März  | Harlan Carey Brewster              | kanadischer Politiker                                                           | 47    |       |
| 1. März  | Wilhelm Henze                      | deutscher Schriftsteller und Humorist                                           | 73    |       |
| 1. März  | Emil Sjögren                       | Komponist                                                                       | 64    |       |
| 2. März  | Mirko von Montenegro               | Prinz von Montenegro                                                            | 38    |       |
| 2. März  | Theobald Rehbaum                   | deutscher Violinist und Komponist                                               | 82    |       |
| 3. März  | Walter Gebhardt                    | deutscher Arzt                                                                  | 47    |       |
| 3. März  | Anna Wittula                       | österreichische Schriftstellerin                                                | 56    |       |
| 4. März  | Lyndon A. Smith                    | US-amerikanischer Politiker                                                     | 63    |       |
| 4. März  | Lasar Mladenow                     | Bischof der Bulgarisch-Katholischen Kirche                                      | 63    |       |
| 5. März  | Abdón Porte                        | uruguayischer Fußballspieler                                                    |       |       |
| 5. März  | Fritz Schulz                       | deutscher Fußballspieler                                                        | 31    |       |
| 5. März  | Domenico Serafini                  | italienischer römisch-katholischer Kardinal                                     | 65    |       |
| 6. März  | Jules Charles-Roux                 | französischer Unternehmer                                                       | 76    |       |
| 6. März  | Selig Gronemann                    | deutscher Rabbiner                                                              | 74    |       |
| 6. März  | Ernst Neumann                      | deutscher Pathologe und Hämatologe                                              | 84    |       |
| 6. März  | John Redmond                       | irischer Politiker                                                              | 61    |       |
| 7. März  | Elek Nopcsa                        | ungarischer Politiker, Intendant und Reichstagsabgeordneter                     | 69    |       |
| 7. März  | Meno Rettich                       | deutscher Gutsbesitzer und Politiker                                            | 78    |       |
| 8. März  | Charles Follen Adams               | US-amerikanischer Dichter                                                       | 75    |       |
| 8. März  | Otto von Diederichs                | deutscher Admiral                                                               | 74    |       |
| 8. März  | Georg Langerhans                   | Bürgermeister von Köpenick                                                      | 47    |       |
| 8. März  | Anton Steinbach                    | deutscher Heimatdichter                                                         | 73    |       |
| 9. März  | George von Lengerke Meyer          | US-amerikanischer Politiker                                                     | 59    |       |
| 9. März  | Frank Wedekind                     | deutscher Schriftsteller und Schauspieler                                       | 53    |       |
| 10. März | Leonhard Atzberger                 | deutscher römisch-katholischer Geistlicher                                      | 63    |       |
| 10. März | Hans-Joachim Buddecke              | deutscher Offizier                                                              | 27    |       |
| 10. März | Ernst Friedel                      | deutscher Kommunalpolitiker und Heimatforscher                                  | 80    |       |
| 10. März | Rudolf Hausleithner                | österreichischer Maler                                                          | 77    |       |
| 10. März | Eduard Rheinberger                 | deutscher Schuhfabrikant und Kommerzienrat                                      | 61    |       |
| 10. März | Ernest Wild                        | britischer Seemann und Antarktisforscher                                        |       |       |
| 10. März | Eugen von Zimmerer                 | deutscher Gouverneur von Kamerun                                                | 74    |       |
| 11. März | Hermann von Broizem                | sächsischer General der Kavallerie                                              | 67    |       |
| 11. März | Emil Guntermann                    | österreichischer Rechtsanwalt und Abgeordneter in Böhmen                        | 78    |       |
| 11. März | Reinhold Steig                     | deutscher Autor und Literaturwissenschaftler                                    | 60    |       |
| 11. März | Karl Wilhelm Stolle                | deutscher Politiker                                                             | 75    |       |
| 12. März | Amédée de Vroye                    | französischer Flötist                                                           | 85    |       |
| 13. März | César Cui                          | russischer Komponist und Musikkritiker                                          | 83    |       |
| 13. März | Reginald Pridmore                  | englischer Hockeyspieler                                                        | 31    |       |
| 13. März | Karel Stecker                      | tschechischer Musiktheoretiker und -pädagoge, Organist und Komponist            | 57    |       |
| 14. März | Frederick Ayer                     | US-amerikanischer Unternehmer                                                   | 95    |       |
| 14. März | Lucretia Garfield                  | Ehefrau des US-Präsidenten James A. Garfield                                    | 85    |       |
| 14. März | Adolph Suppes                      | deutscher Architekt                                                             | 37    |       |
| 15. März | Lili Boulanger                     | französische Komponistin                                                        | 24    |       |
| 15. März | Richard Henry Norton               | US-amerikanischer Politiker                                                     | 68    |       |
| 15. März | Alphons Roellinger                 | französisch-deutscher katholischer Geistlicher und Politiker                    | 68    |       |
| 15. März | Isaac Stephenson                   | US-amerikanischer Politiker                                                     | 88    |       |
| 15. März | Adolf von Tutschek                 | bayerischer Jagdflieger im Ersten Weltkrieg                                     | 26    |       |
| 15. März | José White Lafitte                 | afrokubanischer Geiger und Komponist                                            | 82    |       |
| 16. März | Auguste Dide                       | französischer Politiker                                                         | 78    |       |
| 16. März | Friedrich Hessing                  | Orthopädietechniker                                                             | 79    |       |
| 16. März | Shimun XXI.                        | Katholikos-Patriarch der autokephalen ostsyrischen „Kirche des Ostens“          |       |       |
| 17. März | Hans Bethge                        | deutscher Offizier der Fliegertruppe                                            | 27    |       |
| 17. März | John H. Capstick                   | US-amerikanischer Politiker                                                     | 61    |       |
| 17. März | Heinrich Güth                      | deutscher Architekt                                                             | 59    |       |
| 17. März | Henry Scott Holland                | englischer Theologe, Regius Professor of Divinity an der Universität von Oxford | 71    |       |
| 18. März | Joseph Deniker                     | russisch-französischer Anthropologe und Rassentheoretiker                       | 66    |       |
| 18. März | Robert Eder                        | österreichischer Heimatforscher, Ornithologe und Volkskundler                   | 69    |       |
| 18. März | Henry Janeway Hardenbergh          | amerikanischer Architekt                                                        | 71    |       |
| 18. März | Stephan Mayerhoffer von Vedropolje | österreichischer Offizier und Lehrer                                            | 78    |       |
| 19. März | Wilhelm von Schroetter             | deutscher Politiker                                                             | 80    |       |
| 20. März | Otto von Rechberg                  | Präsident der württembergischen Kammer der Standesherren                        | 84    |       |
| 21. März | Robert Jentzsch                    | deutscher Mathematiker                                                          | 27    |       |
| 21. März | Warner Miller                      | US-amerikanischer Politiker                                                     | 79    |       |
| 21. März | Hermann Plaskuda                   | deutscher Fechter                                                               |       |       |
| 21. März | Ernst Strohschneider               | böhmischer Jagdflieger im Ersten Weltkrieg                                      | 31    |       |
| 21. März | William V. Sullivan                | US-amerikanischer Politiker                                                     | 60    |       |
| 22. März | Pierre Bonnier                     | französischer Mediziner                                                         | 56    |       |
| 22. März | Otto von Bothmer                   | deutscher Fideikomissbesitzer und Politiker                                     | 52    |       |
| 22. März | Panajot Chitow                     | bulgarischer Revolutionär, Woiwode, Freiheitskämpfer                            | 87    |       |
| 23. März | Paul Laband                        | deutscher Germanist, Rechtshistoriker und Staatsrechtslehrer                    | 79    |       |
| 23. März | Théo Ysaÿe                         | belgischer Pianist und Komponist                                                | 53    |       |
| 24. März | Oskar Belian                       | deutscher Gutsbesitzer und Landwirt                                             | 85    |       |
| 24. März | Gustav Gaupp                       | deutscher Maler                                                                 | 73    |       |
| 24. März | Karl Hähnle                        | deutscher Klassischer Archäologe                                                | 29    |       |
| 24. März | Chung Ling Soo                     | US-amerikanischer Trickkünstler                                                 | 56    |       |
| 24. März | Joseph Weber                       | römisch-katholischer Erzbischof                                                 | 71    |       |
| 25. März | Henri Cuenat                       | Schweizer Unternehmer und Politiker                                             | 77    |       |
| 25. März | Claude Debussy                     | französischer Komponist des Impressionismus                                     | 55    |       |
| 25. März | Albert von Metzler                 | deutscher Bankier und Politiker                                                 | 79    |       |
| 25. März | Max Bernhard Weinstein             | deutscher Physiker und Philosoph                                                | 65    |       |
| 27. März | Henry Adams                        | US-amerikanischer Historiker und Schriftsteller                                 | 80    |       |
| 27. März | Henry Golden Dearth                | US-amerikanischer Maler                                                         | 53    |       |
| 27. März | Adolf Rambeau                      | deutscher Romanist und Anglist                                                  | 65    |       |
| 27. März | Leopold Friedrich Ranke            | deutscher evangelischer Theologe                                                | 75    |       |
| 27. März | Martin Sheridan                    | US-amerikanischer Leichtathlet                                                  | 36    |       |
| 28. März | Lajos Láng                         | ungarischer Nationalökonom, Statistiker und Politiker                           | 68    |       |
| 28. März | Johann Christoph Lauterbach        | deutscher Konzertmeister und Violinvirtuose                                     | 85    |       |
| 28. März | Karl Rabe von Pappenheim           | deutscher Parlamentarier                                                        | 70    |       |
| 29. März | Elias Deemer                       | US-amerikanischer Politiker                                                     | 80    |       |
| 29. März | Alfred Gaselee                     | britischer Offizier                                                             | 73    |       |
| 29. März | Timm Kröger                        | deutscher Schriftsteller                                                        | 73    |       |
| 29. März | Ferdinand Riedinger                | deutscher Chirurg und Hochschullehrer                                           | 73    |       |
| 29. März | James Ritty                        | US-amerikanischer Erfinder der Registerkasse                                    | 81    |       |
| 29. März | William Stenger                    | US-amerikanischer Politiker                                                     | 78    |       |
| 30. März | Richard Beitzen                    | deutscher Kapitänleutnant                                                       | 36    |       |
| 30. März | Adolf Matthias Hildebrandt         | deutscher Genealoge und Heraldiker                                              | 73    |       |
| 30. März | Sarah Rabinowitz                   | deutsche Politikerin                                                            | 35    |       |
| 30. März | Frederick Trump                    | Unternehmer                                                                     | 49    |       |
| 31. März | Richard Mandl                      | österreichischer Komponist                                                      | 58    |       |
| 31. März | Theophil Noack                     | deutscher Zoologe und Lehrer                                                    | 77    |       |
| 31. März | Anna vom Rath                      | deutsche Salonière in Berlin                                                    | 78    |       |
|          | Georgi Petrowitsch Polkownikow     | Chef des Petrograder Militärbezirks während der Oktoberrevolution               |       |       |
|          | Paul Roux                          | französischer Maler und Graveur                                                 |       |       |
|          | Władysław Ślewiński                | polnischer Maler                                                                | 61    |       |